# Domino Dancing
Singles de Pet Shop Boys
Heart
(1988) Left to My Own Devices
(1988)
Domino Dancing est une chanson du duo britannique Pet Shop Boys, premier extrait de leur troisième album studio Introspective, paru le 11 octobre 1988.
La chanson a été enregistrée à Miami dans le studio de Lewis Martinée, producteur de nombreux tubes de style Latin Hip-Hop (notamment du groupe Exposé).
Durant la tournée Dreamworld - The Greatest Hits Live  (2022-2023), Neil introduisait Domino Dancing par une anecdote concernant la naissance de ce titre,. Il s'agissait d'un séjour de Neil et Chris aux Caraïbes (Sainte-Lucie ou, selon le livret de Introspective/Further Listening, Antigua) au milieu des années 80. Ils sont restés pendant plusieurs jours dans un hôtel où, selon Neil, après le dîner il n'y avait rien d'autre à faire à part jouer aux dominos. A chaque partie, ils étaient battus par leur ami Pete qui, après chaque victoire, se mettait à danser autour de la table. Cette danse Neil et Chris ont appelé "Domino Dancing". Selon le même livret de Introspective/Further Listening, Chris a dit à Pete "arrête de faire ta danse de domino" ("stop doing your domino dance"). 
Pour Neil, ce single est devenu la fin de la phase impériale des Pet Shop Boys. À l'époque le duo espérait atteindre le succès mondial de leurs deux premiers albums, mais Domino Dancing ne s'est classé qu’à la 7ème position en Angleterre. C'est aussi le dernier single du duo qui a apparu dans le Top-20 des États-Unis.